# Старозубарьовське сільське поселення
Старозубарьо́вське сільське поселення (рос. Старозубарёвское сельское поселение) — муніципальне утворення у складі Краснослободського району Мордовії, Росія. Адміністративний центр — присілок Старе Зубарьово.

## Населення
Населення — 2967 осіб (2019, 3147 у 2010, 3339 у 2002).

## Склад
До складу поселення входять такі населені пункти:
| Населений пункт           | Населення, осіб (2002) | Населення, осіб (2010) |
| ------------------------- | ---------------------- | ---------------------- |
| Зарічне, село             | 679                    | 654                    |
| Литва, присілок           | 248                    | 257                    |
| Пеньково, селище          | 198                    | 183                    |
| Преображенський, селище   | 985                    | 836                    |
| Пригородне, село          | 465                    | 486                    |
| Руські Полянки, присілок  | 219                    | 220                    |
| Старе Зубарьово, присілок | 545                    | 511                    |